# Nikita Klimov (cầu thủ bóng đá, sinh 1999)
Nikita Arturovich Klimov (tiếng Nga: Никита Артурович Климов; sinh ngày 17 tháng 6 năm 1999) là một cầu thủ bóng đá người Nga thi đấu cho F.K. Rotor-2 Volgograd.

## Sự nghiệp câu lạc bộ
Anh có màn ra mắt tại Giải bóng đá chuyên nghiệp quốc gia Nga cho F.K. Rotor-2 Volgograd vào ngày 19 tháng 7 năm 2017 trong trận đấu với FC Kaluga.